# Fred Warngård
Fred Warngård (Oskar Alfred Daniel Warngård; * 9. Mai 1907 in Västra Ingelstad, Skåne län; † 23. Mai 1950 in Malmö) war ein schwedischer Hammerwerfer.
Bei den Olympischen Spielen 1936 in Berlin gewann er mit seiner persönlichen Bestleistung von 54,83 m die Bronzemedaille hinter den beiden Deutschen Karl Hein (56,49 m) und Erwin Blask (55,04 m).
1936 und 1938 wurde er schwedischer Meister im Hammerwurf, 1936 und 1939 im Gewichtweitwurf. Außerdem wurde er 1935 britischer Hammerwurf-Meister.